# Christian Müller
Christian Müller (født 1. marts 1982) er en tysk tidligere professionel cykelrytter, som bl.a. cyklede for det professionelle cykelhold Skil-Shimano. I 2003 blev han tysk U23-mester i landevejscykling, og året efter blev han både tysk mester og europamester i enkeltstart for U23.